# Солянка (страва)

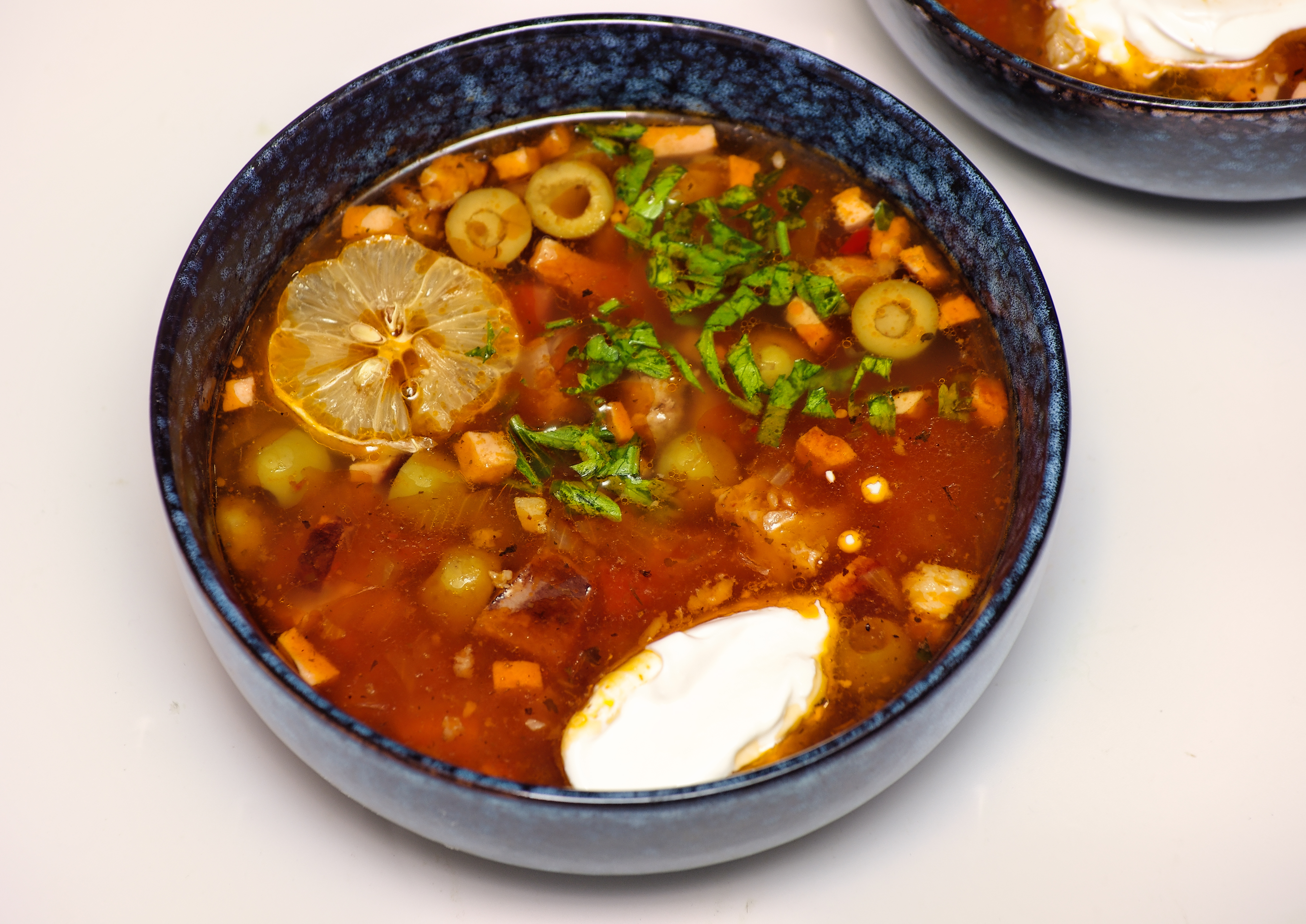
Солянка

Соля́нка — заправна перша страва, зварена на м'ясному, грибному чи рибному концентрованому росолі (бульйоні) з різноманітними м'ясними та рибними продуктами, свіжими або сушеними грибами, відрізняється гострим і пряним ароматом.
До складу солянок входять солені огірки, помідори, оливки, лимон, каперси, цибуля, лавровий лист.
М'ясну — готують з додаванням відвареного м'яса, ковбаси, сосисок, копченої грудки, свинячих чи телячих нирок та серця.
Рибну — готують з відвареної, соленої, в'яленої чи копченої риби тріскових чи осетрових порід, морського окуня, зубатки.
Грибну — зі свіжих чи сушених грибів.
Щоб надати солянці гострого смаку, перед закінченням варіння додають проціджений огірковий розсіл.
Заправляють солянки перцем та зеленню кропу і петрушки. До столу подають зі сметаною.

## Приклади рецептів
Солянка збірна м'ясна
Яловичина — 110, окіст — 53, сосиски або сардельки — 41, нирки яловичі — 73, цибуля ріпчаста — 107, огірки солоні — 100, каперси — 40, маслини — 40, томатне пюре — 40, масло вершкове — 20, бульйон — 800, лимон — 13. Вихід — 1000. Сметана — 50.
У киплячий концентрований бульйон покласти пасеровані цибулю і томатне пюре, припущені огірки, каперси разом з розсолом, підготовлені м'ясні продукти, спеції й варити 5-10 хв.
Перед подаванням у солянку покласти маслини, кружальце лимона, сметану і посипати посіченою зеленню петрушки.
Солянка домашня
Яловичина — 110, окіст копчено-варений або варений — 53, сосиски або сардельки — 41, нирки — 73, цибуля ріпчаста — 95, огірки солоні — 100, картопля — 160, томатне пюре -40, масло вершкове — 20, бульйон — 750. Вихід — 1000. Сметана — 50.
У киплячий бульйон покласти картоплю, нарізану кубиками, і варити майже до готовності. Додати пасеровану цибулю, томатне пюре, припущені огірки, спеції, сіль і варити до готовності.
Перед подаванням у тарілку покласти нарізані скибочками м'ясні продукти, додати сметану і посипати подрібненою зеленню.
Солянка рибна
Судак — 359 або осетер — 374, головизна — 41, цибуля ріпчаста — 107, огірки солоні — 100, каперси — 40, маслини — 40, томатне пюре — 40, масло вершкове — 20, бульйон рибний — 700, лимон — 13. Вихід — 1000.
Рибу з кістковим скелетом розібрати на філе з шкірою без кісток, а рибу з хрящовим — на філе із шкірою без хрящів і на різати на порційні шматки.
Солянку рибну за індивідуальним замовленням готують порційно.
У киплячий бульйон покласти підготовлені для солянки продукти (крім маслин), шматки риби й варити до готовності. Перед закінченням варіння додати варену нарізану головизну.
Перед подаванням у солянку додати маслини, шматочок обчищеного лимона і посипати дрібно нарізаною зеленню.
У разі масового приготування солянок у киплячий бульйон покласти пасеровану цибулю і томатне пюре, припущені огірки, каперси з розсолом, спеції, довести солянку до кипіння і варити 5-10 хв.
Перед подаванням у порційний посуд покласти припущені шматки риби, нарізану головизну, налити солянку, додати маслини, кружальце лимона і посипати дрібно нарізаною зеленню.